# Acontia parana
Acontia parana là một loài bướm đêm trong họ Noctuidae.